# Шамун
Шам‘у́н (араб. شمعون‎) — один из праведников, упоминаемый в исламском предании.
Согласно преданию, пророк Мухаммад упоминал Шамуна как о человеке, который вёл джихад на пути Аллаха на протяжении тысячи месяцев. Затем Мухаммад пожелал, чтобы Аллах дал возможность ему и его сподвижникам повторить путь Шамуна. В ответ на просьбу Пророка, Аллах ниспослал ему коранический аят, в котором говорится, что польза от Ночи предопределения (Ляйлят аль-кадр) больше, чем от джихада, который ведется непрерывно на протяжении тысячи месяцев.
Шамун жил между пророчествами Исы и Мухаммада. Он призывал народ к вере в Аллаха, руководствуясь Инджилом (Евангелием), был очень сильным, смелым и бесстрашным человеком. В среде народа Шамуна было много идолопоклонников, с которыми он вёл в одиночку джихад.
Согласно исламскому преданию, однажды Шамуна арестовали и повесили его перед дворцом правителя города, в котором он жил. В момент казни Шамун попросил Аллаха помочь ему, после чего ангел развязал узлы и спас его. После своего чудесного спасения Шамун наказал правителя и его сторонников.